# 930 MBC 뉴스 대구·경북
《930 MBC 뉴스 대구·경북》은 대구MBC TV에서 매주 평일 오전 9시 35분에 방송 중인 대구 지역 뉴스 프로그램이다.

## 개요
대구MBC 930 뉴스로 읽는다.

## 앵커
| 대수 | 진행자          | 진행 기간                  | 비고  |
| ---- | --------------- | -------------------------- | ----- |
| 1대  | 이동훈 아나운서 | 일자 미상 ~ 2021년 9월 3일 |       |
| 2대  | 이유진 아나운서 | 2021년 9월 6일 ~ 현재      | [ 1 ] |

## 편성 변경
- 2024년 2월 20일 : 오전 9시 55분부터 MBC TV 《중계 방송 국회 교섭 단체 대표 연설 - 더불어민주당》 편성으로 인해 오전 9시 45분으로 편성 변경
- 2024년 2월 21일 : 오전 9시 55분부터 MBC TV 《중계 방송 국회 교섭 단체 대표 연설 - 국민의힘》 편성으로 인해 오전 9시 45분으로 편성 변경
- 2024년 2월 22일 : 오전 9시 55분부터 MBC TV 《중계 방송 제22대 국회의원 선거 공직 선거 정책 토론회》 편성으로 인해 오전 9시 45분으로 편성 변경

## 결방
- 2024년 2월 12일 : MBC TV 《설 특선 영화 - 인생은 아름다워》 편성으로 인해 결방

## 경쟁 프로그램
- KBS 뉴스 930 대구·경북 (KBS 대구 1TV)
- TBC 뉴스 (1010) (TBC TV)